# Petar Sučić
Petar Sučić (Livno, 25. listopada 2003.) hrvatski je nogometaš iz Bosne i Hercegovine koji igra na poziciji defenzivnog veznog. Trenutačno igra za Inter Milan. 

## Klupska karijera

### Rana karijera
Nogometom se počeo baviti sa devet godina u školi nogometa Sport Prevent iz Bugojna. Potom je prešao u Iskru iz istog grada, a kasnije u Zrinjski Mostar.

### Dinamo Zagreb II
Tijekom zime s 2021. na 2022. Sučić je iz Zrinjskog prešao u Dinamo Zagreb II za iznos od 200 tisuća eura. Za drugu momčad Dinama debitirao je 13. veljače 2022. u utakmici 2. HNL protiv Bijelog Brda koje je izgubilo susret 2:0.

### Zrinjski Mostar (posudba)
Tijekom sezone 2022./23. Sučić je bio posuđen Zrinjskom. Za Zrinjski je debitirao 6. srpnja 2022. u kvalifikacijskoj utakmici za UEFA Ligu prvaka protiv tiraspolskog Sheriffa s kojim je Zrinjski igrao 0:0. U Premijer ligi debitirao je 24. srpnja kada je Zrinjski izgubio 1:2 od Željezničara. Svoju prvu utakmicu u kupu odigrao je 19. veljače 2023. kada su Laktaši bili poraženi 4:0 u osmini finala. Sa Zrinjskim je osvojio ligu i kup.

### Dinamo Zagreb
Za prvu momčad Dinama debitirao je 24. lipnja 2023. u prijateljskoj utakmici protiv Dugog Sela koje je poraženo s minimalnih 0:1. Za prvu momčad službeno je debitirao 15. srpnja u utakmici Hrvatskog nogometnog superkupa u kojoj je Dinamo Zagreb dobio Hajduk Split 1:0. U HNL-u je debitirao šest dana kasnije kada je Dinamo izgubio 1:2 od istog protivnika. Prvi gol u dresu Dinama postigao je 17. ožujka 2024. u utakmici HNL-a protiv Rudeša koja je završila 0:3. Postigao je gol na svom debiju u UEFA Ligi prvaka i to protiv Monaca s kojim je Dinamo 2. listopada igrao 2:2. Ostvario je gol i asistenciju 10. svibnja 2025. u ligaškoj utakmici protiv Slaven Belupa kojeg je Dinamo pobijedio 5:0. Svoju posljednju utakmicu za Dinamo odigrao je 25. svibnja kada je postigao gol za konačnih 1:0 protiv Varaždina u posljednjem kolu HNL. Za Dinamo Zagreb postigao je 9 golova i 11 asistencija u 75 službenih nastupa.

### Inter Milan
Sučić je 4. lipnja 2025. prešao iz Dinama u Inter Milan za iznos od 14 milijuna eura. Debitirao je 17. lipnja u utakmici Svjetskog klupskog prvenstva protiv Monterreyja koja je završila 1:1.

## Reprezentativna karijera
Sučić je do sada nastupao za reprezentacije Bosne i Hercegovine do 19 i 21 godine.. 
Dana 20. ožujka 2024. FIFA je odobrila Sučićev zahtjev za promjenu sportskog državljanstva iz bosanskohercegovačkog u hrvatsko.
Za hrvatsku reprezentaciju debitirao je 5. rujna 2024. u utakmici UEFA Lige nacija 2024./25. protiv Portugala  u kojoj je Hrvatska izgubila 2:1. U istom je natjecanju 15. listopada Hrvatska igrala 3:3 s Poljskom. Tada je u 24. minuti Sučiću za prvijenac u reprezentaciji asistirao njegov klupski suigrač u Dinamu Martin Baturina za 1:2, a Baturina je dvije minute kasnije postigao svoj prvi pogodak za reprezentaciju i to na asistenciju Sučića.

## Osobni život
Iako rođen u Livnu, njegova je obitelj iz Kandije kod Bugojna u kojoj je i odrastao.
Njegov bratić Luka Sučić također je nogometaš.

## Priznanja

### Klupska
Zrinjski Mostar
- Premijer liga (1): 2022./23.
- Nogometni kup Bosne i Hercegovine (1): 2022./23.

Dinamo Zagreb
- HNL (1): 2023./24.
- Hrvatski nogometni kup (1): 2023./24.
- Hrvatski nogometni superkup (1): 2023.

## Vanjske poveznice
- Profil, Transfermarkt